# Wind en zeilen
Wind en zeilen is een nummer van de Nederlandse band Splitsing. Het is de tweede single van hun debuutalbum Tijd genoeg uit 1985 en werd in juli van dat jaar op single uitgebracht.

## Achtergrond
"Wind en zeilen" gaat over een man die geen behoefte heeft aan een zonvakantie in het buitenland, maar liever aan de Noordzee wil genieten van het Nederlandse zomerweer. 
In Nederland werd de plaat op maandag 22 juli 1985 door dj Frits Spits en producer Tom Blomberg in het programma De Avondspits verkozen tot de 357e NOS Steunplaat van de week op Hilversum 3 en werd zodoende een radiohit in de destijds drie hitlijsten op de nationale publieke popzender. Desondanks bereikte de plaat de Nederlandse Top 40 niet, maar bleef steken op een 7e positie in de Tipparade. De plaat bereikte wél de 50e positie in de Nationale Hitparade en piekte op de 39e positie in de TROS Top 50. In de Europese hitlijst op Hilversum 3, de TROS Europarade, werd géén notering behaald.
De plaat geniet vandaag de dag toch nog veel bekendheid en wordt nog steeds veel gedraaid op de Nederlandse radiozenders. Ook stond de plaat van 2000 tot en met 2005 genoteerd in de jaarlijkse NPO Radio 2 Top 2000 van de Nederlandse publieke radiozender NPO Radio 2.
In België werd de plaat wel regelmatig gedraaid op de radio maar bereikte desondanks zowel de voorloper van de Vlaamse Ultratop 50 als de Vlaamse Radio 2 Top 30 niet.

## NPO Radio 2 Top 2000
| Nummer met noteringen in de NPO Radio 2 Top 2000 | '00  | '01  | '02  | '03  | '04  | '05  |
| ------------------------------------------------ | ---- | ---- | ---- | ---- | ---- | ---- |
| Wind en zeilen                                   | 1536 | 1502 | 1653 | 1711 | 1879 | 1803 |

1. ↑  Een vetgedrukt getal geeft de hoogste notering aan.
2. ↑  2000 was het eerste jaar met een notering voor dit nummer.
3. ↑  Deze tabel is bijgewerkt tot en met de laatste editie (2024).